# Frederik Wilhelm Stabell
Frederik Wilhelm Stabell (Hole, 25 maggio 1763 – Christiania, 2 giugno 1836) è stato un politico e generale norvegese.
Fu membro dell'Assemblea costituente norvegese nel 1814.

## Biografia

### Vita privata
Stabell nacque nel comune di Hole, Ringerike, figlio del holzførster Lars Bastian Stabell e di Lucie Marie Bruenech. Sposò Helene Voigt nel 1792 e morì a Christiania nel 1836.

### Carriera militare
Stabell prestò servizio nel reggimento di fanteria della Norvegia meridionale dal 1777 e studiò presso l'Accademia militare norvegese di Christiania (Den frie mathematiske Skole) dal 1780 al 1783. Dopo un periodo passato fuori dall'esercito, riprese la carriera militare come sottufficiale del reggimento di fanteria Sleswick. Dal 1786 fu aggregato alla compagnia Kongsberg, incorporata nel 1788 nel neonato Norske gevorbne jegerkorps. Divenne capitano nel 1791, comandò la propria compagnia a partire dal 1801, fu comandante ad interim del Søndenfjeldske skiløperbataljon dal 1805, e fu promosso maggiore nel 1807. Fu decorato con l'Ordine del Dannebrog nel 1808, grazie ai meriti conquistati nella battaglia di Trangen ed a Jaren, nel corso della guerra danese-svedese del 1808-1809. Dal 1809 al 1810 fu comandante ad interim della fortezza di Kongsvinger e successivamente prestò servizio nel Akershusiske skarpskytterregiment, con il grado di tenente colonnello dal 1811. Durante la guerra svedese-norvegese comandò un corpo di 3.000 unità. Divenne Colonnello e comandante della 2nd Akershusiske Infanteribrigade nel 1818, nominato maggior generale nel 1818, tenente generale nel 1821 e Generale nel 1833.

### Carriera politica
Stabell rappresentava l'Akershusiske skarpskytterregiment e lo Smaalenenes amt presso l'Assemblea Costituente Norvegese nel 1814.